# WNBA 2000
Die Saison 2000 der Women’s National Basketball Association war die vierte ausgespielte Saison der nordamerikanischen Damen-Basketball-Profiliga. Die reguläre Saison begann am 29. Mai 2000 mit der Auftaktpartie zwischen den New York Liberty und den Houston Comets. Dies war auch die letzte Begegnung in der vorherigen Saison. Nach Abschluss der regulären Saison, die bis zum 9. August 2000 ausgetragen wurde, begannen die Playoffs um die WNBA-Meisterschaft, die die Houston Comets am 26. August im Finalspiel gegen die New York Liberty für sich entschieden. Zudem fand am 17. Juli 2000 in der America West Arena, der Heimspielstätte der Phoenix Mercury, in Phoenix das zweite WNBA All-Star Game statt.

## Besondere Vorkommnisse

### Neuer Spielmodus
Die vierte Spielzeit der WNBA brachte erneut Veränderungen mit sich, so qualifizierten sich erstmals die vier besten Mannschaften jeder Conference für die Playoffs.

### Ligaerweiterung
Am 7. Juni 1999 entschied sich die WNBA für eine Ligaerweiterung von zwölf auf sechzehn Mannschaften. Bei dieser Erweiterung wurde den Städten Indianapolis, Miami, Portland und Seattle ein WNBA-Franchise zugesichert, wobei alle vier Franchises zu dieser Saison ihren Spielbetrieb aufnehmen sollen. Während die Liga die Portland Fire und Seattle Storm in die Western Conference platzierte, wurden die Indiana Fever und Miami Sol in die Eastern Conference platziert.

## Draft
Der vierte WNBA Draft fand am 25. April 2000 in den NBA Entertainment Studios in Secaucus, New Jersey statt. Den ersten Draft-Pick erhielten die Cleveland Rockers, da sie die vergangene Spielzeit als schlechtestes Team beendeten. Die vier Expansion-Franchises erhielten den siebten (Portland Fire), achten (Miami Sol), neunten (Seattle Storm) und zehnten (Indiana Fever) Draft-Pick.
An erster Position wählten die Rockers die Belgierin Ann Wauters vom BC Volgaburmash aus. Zudem entschieden sich die Rockers in der vierten Runde (49. Stellte) für die Deutsche Sophie von Saldern von der University of California, Berkeley. Insgesamt sicherten sich die sechzehn Franchises die Rechte an 64 Spielerinnen. Den Hauptanteil mit 54 Spielerinnen stellten die Vereinigten Staaten.
Vor dem ersten WNBA Draft fand für die vier Expansion Teams ein Expansion Draft statt, bei dem sich die Franchises in sechs Runden die Rechte an Spielerinnen von den restlichen WNBA-Franchises sicherten.

### Top-5-Picks
Abkürzungen: Pos = Position, G = Guard, F = Forward, C = Center, ABL = American Basketball League

| #  | Spielerin         | Nationalität       | Pos | WNBA-Mannschaft    | College/Profi-Team            |
| -- | ----------------- | ------------------ | --- | ------------------ | ----------------------------- |
| 1. | Ann Wauters       | Belgien            | C   | Cleveland Rockers  | BC Volgaburmash               |
| 2. | Tausha Mills      | Vereinigte Staaten | C   | Washington Mystics | University of Alabama         |
| 3. | Edwina Brown      | Vereinigte Staaten | G   | Detroit Shock      | University of Texas at Austin |
| 4. | Cintia Dos Santos | Brasilien          | F/C | Orlando Miracle    | Brasilien                     |
| 5. | Grace Daley       | Vereinigte Staaten | G   | Minnesota Lynx     | Tulane University             |

## Reguläre Saison

### WNBA All-Star Game
Das zweite WNBA All-Star Game fand am 17. Juli 2000 in der America West Arena, der Heimspielstätte der Phoenix Mercury, in Phoenix statt.

### Abschlusstabellen
Abkürzungen: Pl.=Platz, Sp. = Spiele, S = Siege, N = Niederlagen, GB = Spiele hinter dem Führenden der Conference
| Pl. | Eastern Conference | Sp. | S  | N  | Siege in % | GB | Heim | Auswärts |
| --- | ------------------ | --- | -- | -- | ---------- | -- | ---- | -------- |
| 1.  | New York Liberty   | 32  | 20 | 12 | 62,5       | –  | 12:4 | 8:8      |
| 2.  | Cleveland Rockers  | 32  | 17 | 15 | 53,1       | 3  | 13:3 | 4:12     |
| 3.  | Orlando Miracle    | 32  | 16 | 16 | 50,0       | 4  | 11:5 | 5:11     |
| 4.  | Washington Mystics | 32  | 14 | 18 | 43,8       | 6  | 7:9  | 7:9      |
| 5.  | Detroit Shock      | 32  | 14 | 18 | 43,8       | 6  | 8:8  | 6:10     |
| 6.  | Miami Sol          | 32  | 13 | 19 | 40,6       | 7  | 9:7  | 4:12     |
| 7.  | Indiana Fever      | 32  | 9  | 23 | 28,1       | 11 | 5:11 | 4:12     |
| 8.  | Charlotte Sting    | 32  | 8  | 24 | 25,0       | 12 | 5:11 | 3:13     |

| Pl. | Western Conference  | Sp. | S  | N  | Siege in % | GB | Heim | Auswärts |
| --- | ------------------- | --- | -- | -- | ---------- | -- | ---- | -------- |
| 1.  | Los Angeles Sparks  | 32  | 28 | 4  | 87,5       | –  | 15:1 | 13:3     |
| 2.  | Houston Comets      | 32  | 27 | 5  | 84,4       | 1  | 14:2 | 13:3     |
| 3.  | Sacramento Monarchs | 32  | 21 | 11 | 65,6       | 7  | 13:3 | 8:8      |
| 4.  | Phoenix Mercury     | 32  | 20 | 12 | 62,5       | 8  | 11:5 | 9:7      |
| 5.  | Utah Starzz         | 32  | 18 | 14 | 56,3       | 10 | 12:4 | 6:10     |
| 6.  | Minnesota Lynx      | 32  | 15 | 17 | 46,9       | 13 | 8:8  | 7:9      |
| 7.  | Portland Fire       | 32  | 10 | 22 | 31,3       | 18 | 6:10 | 4:12     |
| 8.  | Seattle Storm       | 32  | 6  | 26 | 18,8       | 22 | 4:12 | 2:14     |

## Playoffs

### Modus
Nachdem sich die beiden Conference-Sieger, sowie die Zweit-, Dritt- und Viertplatzierten jeder Conference qualifiziert haben, starten die im K.-o.-System ausgetragenen Playoffs. Die Mannschaften jeder Conference sind absteigend nach ihrer aus der regulären Saison gewonnenen Anzahl an Spielen an die Positionen 1 bis 4 gesetzt.
Jede Conference spielt in der Folge in den Conference Semifinals (dt. Conference Halbfinale) und in den Conference Finals (dt. Conference Finale) ihren Sieger aus, der dann in den Finals (dt. Finale) um die Meisterschaft antritt. Dabei trifft die auf der Setzliste am höchsten befindliche Mannschaft in den Conference Semifinals auf die niedrigst gesetzte. Alle Serien jeder Runde werden im Best-of-Three-Modus ausgespielt, das heißt, dass eine Mannschaft zwei Siege zum Erreichen der nächsten Runde benötigt. Das niedriger gesetzte Team hat dabei im ersten Spiel Heimrecht, im nächsten das gegnerische Team. Sollte bis dahin kein Sieger aus der Runde hervorgegangen sein, hat das höher gesetzte Team im dritten Spiel erneut Heimvorteil. Bei Spielen, die nach der regulären Spielzeit von 40 Minuten unentschieden bleiben, folgt die Overtime, wobei so lange gespielt wird, bis eine Mannschaft eine Overtime mit mehr Punkten beendet.

### Playoff-Baum
| Conference Semifinals | Conference Semifinals | Conference Semifinals |   |                    | Conference Finals | Conference Finals | Conference Finals |  |  | WNBA Finals | WNBA Finals | WNBA Finals |
|                       |                       |                       |   |                    |                   |                   |                   |  |  |             |             |             |
| 1                     | New York Liberty      | 2                     |   |                    |                   |                   |                   |  |  |             |             |             |
| 4                     | Washington Mystics    | 0                     |   |                    |                   |                   |                   |  |  |             |             |             |
| 4                     | Washington Mystics    | 0                     | 1 | New York Liberty   | 2                 |                   |                   |  |  |             |             |             |
| Eastern Conference    |                       |                       | 1 | New York Liberty   | 2                 |                   |                   |  |  |             |             |             |
|                       | 2                     | Cleveland Rockers     | 1 |                    |                   |                   |                   |  |  |             |             |             |
| 2                     | 2                     | Cleveland Rockers     | 1 | Cleveland Rockers  | 2                 |                   |                   |  |  |             |             |             |
| 2                     |                       |                       |   | Cleveland Rockers  | 2                 |                   |                   |  |  |             |             |             |
| 3                     | Orlando Miracle       | 1                     |   |                    |                   |                   |                   |  |  |             |             |             |
| 3                     | Orlando Miracle       | 1                     | 1 | New York Liberty   | 0                 |                   |                   |  |  |             |             |             |
|                       |                       |                       |   | New York Liberty   | 0                 |                   |                   |  |  |             |             |             |
|                       | 2                     | Houston Comets        | 2 |                    |                   |                   |                   |  |  |             |             |             |
| 1                     | 2                     | Houston Comets        | 2 | Los Angeles Sparks | 2                 |                   |                   |  |  |             |             |             |
| 1                     |                       |                       |   | Los Angeles Sparks | 2                 |                   |                   |  |  |             |             |             |
| 4                     | Phoenix Mercury       | 0                     |   |                    |                   |                   |                   |  |  |             |             |             |
| 4                     | Phoenix Mercury       | 0                     | 1 | Los Angeles Sparks | 0                 |                   |                   |  |  |             |             |             |
| Western Conference    |                       |                       | 1 | Los Angeles Sparks | 0                 |                   |                   |  |  |             |             |             |
|                       | 2                     | Houston Comets        | 2 |                    |                   |                   |                   |  |  |             |             |             |
| 2                     | 2                     | Houston Comets        | 2 | Houston Comets     | 2                 |                   |                   |  |  |             |             |             |
| 2                     |                       |                       |   | Houston Comets     | 2                 |                   |                   |  |  |             |             |             |
| 3                     | Sacramento Monarchs   | 0                     |   |                    |                   |                   |                   |  |  |             |             |             |

### Conference Semifinals (Runde 1)

#### Eastern Conference

##### (1) New York Liberty – (4) Washington Mystics
| 12. August 2000 | Spielbericht (Memento vom 18. September 2000 im Internet Archive) | Washington Mystics                                                       | 63 – 72 | New York Liberty                                                               | MCI Center, Washington, D.C. Zuschauer: 16.331 |
| 12. August 2000 | Spielbericht (Memento vom 18. September 2000 im Internet Archive) | Punkte pro Halbzeit: 28:40, 35:32.                                       |         |                                                                                | MCI Center, Washington, D.C. Zuschauer: 16.331 |
| 12. August 2000 | Spielbericht (Memento vom 18. September 2000 im Internet Archive) | Punkte: Bullet (22) Rebounds: Bullet, Holdsclaw (8) Assists: McCray (11) |         | Punkte: Phillips, Johnson (20) Rebounds: Johnson (8) Assists: Weatherspoon (9) | MCI Center, Washington, D.C. Zuschauer: 16.331 |
| 12. August 2000 | Spielbericht (Memento vom 18. September 2000 im Internet Archive) | Stand: 0:1                                                               |         |                                                                                | MCI Center, Washington, D.C. Zuschauer: 16.331 |

| 14. August 2000 | Spielbericht (Memento vom 20. November 2000 im Internet Archive) | New York Liberty                                                       | 78 – 57 | Washington Mystics                                                            | Madison Square Garden, New York City, New York Zuschauer: 15.309 |
| 14. August 2000 | Spielbericht (Memento vom 20. November 2000 im Internet Archive) | Punkte pro Halbzeit: 40:25, 38:32.                                     |         |                                                                               | Madison Square Garden, New York City, New York Zuschauer: 15.309 |
| 14. August 2000 | Spielbericht (Memento vom 20. November 2000 im Internet Archive) | Punkte: Hammon (19) Rebounds: Phillips (10) Assists: Weatherspoon (10) |         | Punkte: Holdsclaw, Aldridge (12) Rebounds: Aldridge (4) Assists: Aldridge (5) | Madison Square Garden, New York City, New York Zuschauer: 15.309 |
| 14. August 2000 | Spielbericht (Memento vom 20. November 2000 im Internet Archive) | Endstand: 2:0                                                          |         |                                                                               | Madison Square Garden, New York City, New York Zuschauer: 15.309 |

##### (2) Cleveland Rockers – (3) Orlando Miracle
| 11. August 2000 | Spielbericht (Memento vom 2. Dezember 2000 im Internet Archive) | Orlando Miracle                                                        | 62 – 55 | Cleveland Rockers                                                | TD Waterhouse Centre, Orlando, Florida Zuschauer: 6.265 |
| 11. August 2000 | Spielbericht (Memento vom 2. Dezember 2000 im Internet Archive) | Punkte pro Halbzeit: 28:29, 34:26.                                     |         |                                                                  | TD Waterhouse Centre, Orlando, Florida Zuschauer: 6.265 |
| 11. August 2000 | Spielbericht (Memento vom 2. Dezember 2000 im Internet Archive) | Punkte: McWilliams (22) Rebounds: McWilliams (10) Assists: Johnson (5) |         | Punkte: Jones (18) Rebounds: Brown, Jones (6) Assists: Brown (4) | TD Waterhouse Centre, Orlando, Florida Zuschauer: 6.265 |
| 11. August 2000 | Spielbericht (Memento vom 2. Dezember 2000 im Internet Archive) | Stand: 1:0                                                             |         |                                                                  | TD Waterhouse Centre, Orlando, Florida Zuschauer: 6.265 |

| 13. August 2000 | Spielbericht (Memento vom 20. November 2000 im Internet Archive) | Cleveland Rockers                                                              | 63 – 54 | Orlando Miracle                                                 | Gund Arena, Cleveland, Ohio Zuschauer: 9.755 |
| 13. August 2000 | Spielbericht (Memento vom 20. November 2000 im Internet Archive) | Punkte pro Halbzeit: 36:15, 27:39.                                             |         |                                                                 | Gund Arena, Cleveland, Ohio Zuschauer: 9.755 |
| 13. August 2000 | Spielbericht (Memento vom 20. November 2000 im Internet Archive) | Punkte: Jones, Darling (15) Rebounds: Melvin (10) Assists: McConnell-Serio (6) |         | Punkte: Johnson (17) Rebounds: Johnson (9) Assists: Johnson (7) | Gund Arena, Cleveland, Ohio Zuschauer: 9.755 |
| 13. August 2000 | Spielbericht (Memento vom 20. November 2000 im Internet Archive) | Stand: 1:1                                                                     |         |                                                                 | Gund Arena, Cleveland, Ohio Zuschauer: 9.755 |

| 15. August 2000 | Spielbericht (Memento vom 3. Dezember 2000 im Internet Archive) | Cleveland Rockers                                                           | 72 – 43 | Orlando Miracle                                                                                   | Gund Arena, Cleveland, Ohio Zuschauer: 9.528 |
| 15. August 2000 | Spielbericht (Memento vom 3. Dezember 2000 im Internet Archive) | Punkte pro Halbzeit: 32:21, 40:22.                                          |         |                                                                                                   | Gund Arena, Cleveland, Ohio Zuschauer: 9.528 |
| 15. August 2000 | Spielbericht (Memento vom 3. Dezember 2000 im Internet Archive) | Punkte: Wauters (12) Rebounds: Hall, Jones (7) Assists: McConnell-Serio (7) |         | Punkte: Sales (13) Rebounds: McWilliams (8) Assists: Dos Santos, Johnson, Johnson, McWilliams (2) | Gund Arena, Cleveland, Ohio Zuschauer: 9.528 |
| 15. August 2000 | Spielbericht (Memento vom 3. Dezember 2000 im Internet Archive) | Endstand: 2:1                                                               |         |                                                                                                   | Gund Arena, Cleveland, Ohio Zuschauer: 9.528 |

#### Western Conference

##### (1) Los Angeles Sparks – (4) Phoenix Mercury
| 11. August 2000 | Spielbericht (Memento vom 20. November 2000 im Internet Archive) | Phoenix Mercury                                            | 71 – 86 | Los Angeles Sparks                                           | America West Arena, Phoenix, Arizona Zuschauer: 6.167 |
| 11. August 2000 | Spielbericht (Memento vom 20. November 2000 im Internet Archive) | Punkte pro Halbzeit: 24:43, 47:43.                         |         |                                                              | America West Arena, Phoenix, Arizona Zuschauer: 6.167 |
| 11. August 2000 | Spielbericht (Memento vom 20. November 2000 im Internet Archive) | Punkte: Reed (17) Rebounds: Harrison (9) Assists: Reed (6) |         | Punkte: Leslie (20) Rebounds: Leslie (11) Assists: Dixon (5) | America West Arena, Phoenix, Arizona Zuschauer: 6.167 |
| 11. August 2000 | Spielbericht (Memento vom 20. November 2000 im Internet Archive) | Stand: 0:1                                                 |         |                                                              | America West Arena, Phoenix, Arizona Zuschauer: 6.167 |

| 13. August 2000 | Spielbericht (Memento vom 20. November 2000 im Internet Archive) | Los Angeles Sparks                                                  | 101 – 76 | Phoenix Mercury                                                             | Great Western Forum, Los Angeles, Kalifornien Zuschauer: 9.811 |
| 13. August 2000 | Spielbericht (Memento vom 20. November 2000 im Internet Archive) | Punkte pro Halbzeit: 42:36, 59:40.                                  |          |                                                                             | Great Western Forum, Los Angeles, Kalifornien Zuschauer: 9.811 |
| 13. August 2000 | Spielbericht (Memento vom 20. November 2000 im Internet Archive) | Punkte: Leslie (29) Rebounds: Leslie, Mabika (8) Assists: Dixon (7) |          | Punkte: Gillom, Harrison (16) Rebounds: Griffiths (6) Assists: Harrison (5) | Great Western Forum, Los Angeles, Kalifornien Zuschauer: 9.811 |
| 13. August 2000 | Spielbericht (Memento vom 20. November 2000 im Internet Archive) | Endstand: 2:0                                                       |          |                                                                             | Great Western Forum, Los Angeles, Kalifornien Zuschauer: 9.811 |

##### (2) Houston Comets – (3) Sacramento Monarchs
| 12. August 2000 | Spielbericht (Memento vom 18. Oktober 2000 im Internet Archive) | Sacramento Monarchs                                                 | 64 – 72 | Houston Comets                                                          | ARCO Arena, Orlando, Florida Zuschauer: 8.053 |
| 12. August 2000 | Spielbericht (Memento vom 18. Oktober 2000 im Internet Archive) | Punkte pro Halbzeit: 37:35, 27:37.                                  |         |                                                                         | ARCO Arena, Orlando, Florida Zuschauer: 8.053 |
| 12. August 2000 | Spielbericht (Memento vom 18. Oktober 2000 im Internet Archive) | Punkte: Bolton (16) Rebounds: Griffith (14) Assists: Penicheiro (5) |         | Punkte: Cooper (25) Rebounds: Johnson (8) Assists: Cooper, Thompson (3) | ARCO Arena, Orlando, Florida Zuschauer: 8.053 |
| 12. August 2000 | Spielbericht (Memento vom 18. Oktober 2000 im Internet Archive) | Stand: 0:1                                                          |         |                                                                         | ARCO Arena, Orlando, Florida Zuschauer: 8.053 |

| 14. August 2000 | Spielbericht (Memento vom 15. November 2000 im Internet Archive) | Houston Comets                                                    | 75 – 70 | Sacramento Monarchs                                                  | Compaq Center, Houston, Texas Zuschauer: 11.664 |
| 14. August 2000 | Spielbericht (Memento vom 15. November 2000 im Internet Archive) | Punkte pro Halbzeit: 38:37, 37:33.                                |         |                                                                      | Compaq Center, Houston, Texas Zuschauer: 11.664 |
| 14. August 2000 | Spielbericht (Memento vom 15. November 2000 im Internet Archive) | Punkte: Swoopes (27) Rebounds: Thompson (14) Assists: Swoopes (6) |         | Punkte: Bolton (23) Rebounds: Griffith (10) Assists: Penicheiro (10) | Compaq Center, Houston, Texas Zuschauer: 11.664 |
| 14. August 2000 | Spielbericht (Memento vom 15. November 2000 im Internet Archive) | Endstand: 2:0                                                     |         |                                                                      | Compaq Center, Houston, Texas Zuschauer: 11.664 |

### Conference Finals (Runde 2)

#### Eastern Conference

##### (1) New York Liberty – (2) Cleveland Rockers
| 17. August 2000 | Spielbericht (Memento vom 18. September 2000 im Internet Archive) | Cleveland Rockers                                          | 56 – 43 | New York Liberty                                                       | Gund Arena, Cleveland, Ohio Zuschauer: 11.686 |
| 17. August 2000 | Spielbericht (Memento vom 18. September 2000 im Internet Archive) | Punkte pro Halbzeit: 29:21, 27:22.                         |         |                                                                        | Gund Arena, Cleveland, Ohio Zuschauer: 11.686 |
| 17. August 2000 | Spielbericht (Memento vom 18. September 2000 im Internet Archive) | Punkte: Brown (18) Rebounds: Melvin (9) Assists: Brown (3) |         | Punkte: Phillips (11) Rebounds: Phillips (6) Assists: Weatherspoon (3) | Gund Arena, Cleveland, Ohio Zuschauer: 11.686 |
| 17. August 2000 | Spielbericht (Memento vom 18. September 2000 im Internet Archive) | Stand: 1:0                                                 |         |                                                                        | Gund Arena, Cleveland, Ohio Zuschauer: 11.686 |

| 20. August 2000 | Spielbericht (Memento vom 19. Dezember 2000 im Internet Archive) | New York Liberty                                                     | 51 – 45 | Cleveland Rockers                                            | Madison Square Garden, New York City, New York Zuschauer: 15.865 |
| 20. August 2000 | Spielbericht (Memento vom 19. Dezember 2000 im Internet Archive) | Punkte pro Halbzeit: 36:17, 15:28.                                   |         |                                                              | Madison Square Garden, New York City, New York Zuschauer: 15.865 |
| 20. August 2000 | Spielbericht (Memento vom 19. Dezember 2000 im Internet Archive) | Punkte: Hammon (13) Rebounds: Phillips (6) Assists: Weatherspoon (5) |         | Punkte: Jones (18) Rebounds: Jones (12) Assists: Darling (5) | Madison Square Garden, New York City, New York Zuschauer: 15.865 |
| 20. August 2000 | Spielbericht (Memento vom 19. Dezember 2000 im Internet Archive) | Stand: 1:1                                                           |         |                                                              | Madison Square Garden, New York City, New York Zuschauer: 15.865 |

| 21. August 2000 | Spielbericht (Memento vom 21. November 2000 im Internet Archive) | New York Liberty                                                  | 81 – 67 | Cleveland Rockers                                                             | Madison Square Garden, New York City, New York Zuschauer: 15.309 |
| 21. August 2000 | Spielbericht (Memento vom 21. November 2000 im Internet Archive) | Punkte pro Halbzeit: 46:27, 35:40.                                |         |                                                                               | Madison Square Garden, New York City, New York Zuschauer: 15.309 |
| 21. August 2000 | Spielbericht (Memento vom 21. November 2000 im Internet Archive) | Punkte: Whitmore (19) Rebounds: Johnson (6) Assists: Johnson (10) |         | Punkte: Jones, McConnell-Serio (13) Rebounds: Melvin (9) Assists: Darling (4) | Madison Square Garden, New York City, New York Zuschauer: 15.309 |
| 21. August 2000 | Spielbericht (Memento vom 21. November 2000 im Internet Archive) | Endstand: 2:1                                                     |         |                                                                               | Madison Square Garden, New York City, New York Zuschauer: 15.309 |

#### Western Conference

##### (1) Los Angeles Sparks – (2) Houston Comets
| 17. August 2000 | Spielbericht (Memento vom 23. Oktober 2000 im Internet Archive) | Houston Comets                                                                          | 77 – 56 | Los Angeles Sparks                                                        | Compaq Center, Houston, Texas Zuschauer: 14.597 |
| 17. August 2000 | Spielbericht (Memento vom 23. Oktober 2000 im Internet Archive) | Punkte pro Halbzeit: 40:23, 37:33.                                                      |         |                                                                           | Compaq Center, Houston, Texas Zuschauer: 14.597 |
| 17. August 2000 | Spielbericht (Memento vom 23. Oktober 2000 im Internet Archive) | Punkte: Sheryl Swoopes (22) Rebounds: Arcain, Swoopes (6) Assists: Arcain, Thompson (3) |         | Punkte: Mabika (21) Rebounds: Leslie (8) Assists: Figgs, Milton-Jones (4) | Compaq Center, Houston, Texas Zuschauer: 14.597 |
| 17. August 2000 | Spielbericht (Memento vom 23. Oktober 2000 im Internet Archive) | Stand: 1:0                                                                              |         |                                                                           | Compaq Center, Houston, Texas Zuschauer: 14.597 |

| 20. August 2000 | Spielbericht (Memento vom 23. Oktober 2000 im Internet Archive) | Los Angeles Sparks                                                   | 69 – 74 | Houston Comets                                                  | Great Western Forum, Los Angeles, Kalifornien Zuschauer: 13.884 |
| 20. August 2000 | Spielbericht (Memento vom 23. Oktober 2000 im Internet Archive) | Punkte pro Halbzeit: 35:40, 34:34.                                   |         |                                                                 | Great Western Forum, Los Angeles, Kalifornien Zuschauer: 13.884 |
| 20. August 2000 | Spielbericht (Memento vom 23. Oktober 2000 im Internet Archive) | Punkte: Mabika (19) Rebounds: Leslie (14) Assists: Figgs, Leslie (5) |         | Punkte: Cooper (29) Rebounds: Thompson (6) Assists: Swoopes (6) | Great Western Forum, Los Angeles, Kalifornien Zuschauer: 13.884 |
| 20. August 2000 | Spielbericht (Memento vom 23. Oktober 2000 im Internet Archive) | Endstand: 0:2                                                        |         |                                                                 | Great Western Forum, Los Angeles, Kalifornien Zuschauer: 13.884 |

### Finals (Runde 3)

#### (W2) Houston Comets – (E1) New York Liberty
| 24. August 2000 | Spielbericht (Memento vom 18. Oktober 2000 im Internet Archive) | New York Liberty                                                        | 52 – 59 | Houston Comets                                                | Madison Square Garden, New York City, New York Zuschauer: 19.563 |
| 24. August 2000 | Spielbericht (Memento vom 18. Oktober 2000 im Internet Archive) | Punkte pro Halbzeit: 22:29, 30:30.                                      |         |                                                               | Madison Square Garden, New York City, New York Zuschauer: 19.563 |
| 24. August 2000 | Spielbericht (Memento vom 18. Oktober 2000 im Internet Archive) | Punkte: Phillips (24) Rebounds: Phillips (15) Assists: Weatherspoon (5) |         | Punkte: Cooper (20) Rebounds: Johnson (8) Assists: Cooper (5) | Madison Square Garden, New York City, New York Zuschauer: 19.563 |
| 24. August 2000 | Spielbericht (Memento vom 18. Oktober 2000 im Internet Archive) | Stand: 0:1                                                              |         |                                                               | Madison Square Garden, New York City, New York Zuschauer: 19.563 |

| 26. August 2000 | Spielbericht (Memento vom 18. Oktober 2000 im Internet Archive) | Houston Comets                                                  | 79 – 73 | New York Liberty                                                       | Compaq Center, Houston, Texas Zuschauer: 11.664 |
| 26. August 2000 | Spielbericht (Memento vom 18. Oktober 2000 im Internet Archive) | Punkte pro Halbzeit: 27:25, 37:39.. Overtime/s: 15:9            |         |                                                                        | Compaq Center, Houston, Texas Zuschauer: 11.664 |
| 26. August 2000 | Spielbericht (Memento vom 18. Oktober 2000 im Internet Archive) | Punkte: Swoopes (31) Rebounds: Thompson (8) Assists: Cooper (7) |         | Punkte: Phillips (20) Rebounds: Phillips (7) Assists: Weatherspoon (8) | Compaq Center, Houston, Texas Zuschauer: 11.664 |
| 26. August 2000 | Spielbericht (Memento vom 18. Oktober 2000 im Internet Archive) | Endstand: 2:0 Finals MVP: Cynthia Cooper                        |         |                                                                        | Compaq Center, Houston, Texas Zuschauer: 11.664 |

#### WNBA-Meistermannschaft
(Teilnahme an mindestens einem Playoff-Spiel)
| WNBA Meister Houston Comets | Guards: Cynthia Cooper (Finals MVP), Jennifer Rizzotti, Coquese Washington Forwards: Janeth Arcain, Tammy Jackson, Sheryl Swoopes, Tina Thompson, Amaya Valdemoro Forwards/Guards: Kelley Gibson Center: Tiffani Johnson Cheftrainer: Van Chancellor |

## WNBA Awards und vergebene Trophäen
| Auszeichnung                                 | Spielerin             | Mannschaft         |
| -------------------------------------------- | --------------------- | ------------------ |
| WNBA Finals MVP Award                        | Cynthia Cooper        | Houston Comets     |
| WNBA Most Valuable Player Award              | Sheryl Swoopes        | Houston Comets     |
| WNBA Rookie of the Year Award                | Betty Lennox          | Minnesota Lynx     |
| WNBA Most Improved Player Award              | Tari Phillips         | New York Liberty   |
| WNBA Defensive Player of the Year Award      | Sheryl Swoopes        | Houston Comets     |
| Bud Light Shooting Champions (Wurfquote)     | Murriel Page          | Washington Mystics |
| Bud Light Shooting Champions (Freiwurfquote) | Jennifer Azzi         | Utah Starzz        |
| Kim Perrot Sportsmanship Award               | Suzie McConnell-Serio | Cleveland Rockers  |
| WNBA Coach of the Year Award                 | Michael Cooper        | Los Angeles Sparks |

### All-WNBA Teams
| All-WNBA First Team |                                         |
| Guards:             | (SAC) Ticha Penicheiro – Cynthia Cooper |
| Forwards:           | Natalie Williams – Sheryl Swoopes       |
| Center:             | Lisa Leslie                             |

| All-WNBA Second Team |                                                                |
| Guards:              | (NYL) Teresa Weatherspoon – Shannon Johnson/(MIN) Betty Lennox |
| Forwards:            | Tina Thompson – (MIN) Katie Smith                              |
| Center:              | (SAC) Yolanda Griffith                                         |